# Fuxi, Anhui
Fuxi är en socken i östra Kina. Den ligger i stadsdistriktet Huizhou i staden Huangshan i provinsen Anhui,  omkring 230 kilometer sydost om provinshuvudstaden Hefei. Antalet invånare är 5 179. Befolkningen består av 2 553 kvinnor och 2 626 män. Barn under 15 år utgör 12,0 %, vuxna 15-64 år 74 %, och äldre över 65 år 12,0 %.